# Jerzy Koszutski
Jerzy Koszutski (* 30. Januar 1905 in Siedlice; † 15. Juni 1960 in Nowa Ruda) war ein polnischer Radrennfahrer.

## Sportliche Laufbahn
Koszutski war Teilnehmer der Olympischen Sommerspiele 1928 in Amsterdam. Er startete im Sprint und wurde beim Sieg von Roger Beaufrand auf dem 5. Rang klassiert.
1928 wurde er bei den nationalen Meisterschaften im Sprint Zweiter hinter Ludwik Turowski. 1929 beendete er seine sportliche Laufbahn und widmete sich ganz der Musik. Er wurde als war Arrangeur, Dirigent, Pianist und Komponist bekannt.